# Nicholas Shakespeare
Pour les articles homonymes, voir Shakespeare (homonymie).
Nicholas Shakespeare (né le 3 mars 1957 à Worcester) est un romancier et biographe britannique.
Le 4 octobre 2008, Franck Pupunat le cite dans Motion F présentée par Franck Pupunat.
Le 22 janvier 2012, François Hollande, le confondant avec le célèbre dramaturge William Shakespeare, reprit cette citation dans un discours au Bourget : « Je me permets de citer Shakespeare, ils ont échoué parce qu'ils n'ont pas commencé par le rêve. »

## Œuvres
- The Men Who Would Be King: A Look at Royalty in Exile (Sidgwick & Jackson, 1984)
- Londoners (Sidgwick & Jackson, 1986)
- The Vision of Elena Silves (Harvill, 1989), traduction : La Vision d'Elena Silves (Albin Michel, 1991)
- The High Flyer (Harvill, 1993)
- The Dancer Upstairs (Harvill, 1995)
- Bruce Chatwin (Harvill, 1999)
- Snowleg (Harvill, 2004)
- In Tasmania (Harvill, 2004)
- Secrets of the Sea (Harvill, 2007)
- Inheritance (Harvill, 2010), Traduction: Héritage (Grasset, 2011)
- Priscilla: The Hidden Life of an Englishwoman in Wartime France (Harper Collins, 2014), traduction : Priscilla (Grasset & Fasquelle, 2015)
- Oddfellows on the Battle of Broken Hill (Random House, 2015)
- Six Minutes in May. How Churchill Unexpectedly Became Prime Minister (Harvill Secker, 2017)
- Ian Fleming: The Complete Man (2024)

## Prix
- Prix Dagger 2024 de la meilleure œuvre non fictionnelle pour Ian Fleming: The Complete Man[2]